# Saint-Ambroix (Gard)
Saint-Ambroix é uma comuna francesa na região administrativa de Occitânia, no departamento de Gard. Estende-se por uma área de 11,74 km². Em 2010 a comuna tinha 3 297 habitantes (densidade: 280,8 hab./km²).